# Koppleri
| Koppleri |
| --- |
| Målningen Kopplerskan av Jan Gerritsz van Bronckhorst, 1636-1638. - Betydelse – yrkesmässigt främjande eller förmedlande av prostitution - Vanliga varianter – hallick, bordellägare - Relaterade begrepp – hotell (som kan hyra ut rum till prostituerade) eller taxiförare (som ofta agerar kopplare eller transporterar prostituerade) |

Koppleri är verksamheten att främja eller förmedla prostitution. Hallick och sutenör är pejorativa eller vardagliga benämningar på män som bedriver koppleri, och de anses ägna sig åt ekonomiskt utnyttjande av den prostituerade. Detta kan ske genom olika slags tjänster som underlättar prostitutionen, alternativt grövre utnyttjande som kan inkludera ren människohandel. Bordellmamma är en vardaglig beteckning för en kvinna som driver bordeller.

## Utveckling

### Bakgrund
Koppleri definieras ofta som att medvetet gynna prostitution eller att på ett otillbörligt sätt ekonomiskt utnyttja en annan persons tillfälliga sexuella förbindelser. Dessa definitioner går tillbaka till en tid då tillfälligt sex och engångsligg var ovanligare och allmänt sågs som förkastliga fenomen, en tid när sexuell samvaro utanför äktenskapet sågs på med misstänksamhet.
Med den sexuella revolutionen på 1960-talet kom mer tillförlitliga preventivmedel och förändringar i det sociala och sexuella umgänget. Detta har skett parallellt med ökad jämställdhet mellan könen och en tillväxt och diversifiering av sexbranschen via mer eller mindre medierade sexuella tjänster som strippklubbar, pornografi, telefonsex och webbkameramodellande. Bordeller har under 1900-talet förbjudits i många länder, eftersom de setts som miljöer där brottslighet frodas och personer (oftast kvinnor) utnyttjas, men den tekniska utvecklingen har samtidigt underlättat framväxten av olika slags eskorttjänster som i många fall ersatt delar av gatuprostitutionen.
Prostitution/sexarbete är olagligt eller motarbetas i de flesta av världens länder, och den prostituerade/sexarbetaren ses ofta som en per definition sårbar individ i behov av skydd från personer som antas utnyttja hens situation. Hallicken tjänar pengar genom att ta del av ett gatuprostituerads inkomster, mot att erbjuda beskydd och andra kringtjänster samt ofta underhålla ett pågående drogmissbruk. Prostitutionen har ofta kopplingar till olika slags brottslighet, drogmissbruk och utnyttjande, vilket gjort att gynnandet av verksamheten i de flesta länder motarbetas av statsmakten. Ibland anser organisationer för mänskliga rättigheter att en avkriminalisering av prostitutionen skulle gynna den prostituerades trygghet och förmåga att motstå tvång och våld från både kunder och kopplare. Samtidigt kvarstår våldsproblematiken i ett land som Tyskland, där cirka 70 prostituerade år 2015 dödades av kunder eller kopplare; samma år rapporterades inget sådant fall från Sverige.

### Omfattning
Omfattningen av koppleri i olika länder och under olika tider har varit svår att kartlägga, bland annat beroende på tolkningen av relationer och förbindelser som kan ha flera syften. Exempelvis kan någons pojk- eller flickvän gynnas ekonomiskt av ens sexarbete, och samhällets ofta vida definition av begreppet koppleri gör att "främjandet" av prostitution kan utgöras av en mängd olika insatser och förhållanden.
Arbetet försätter ofta olika kringtjänster som kan erbjudas affärsmässigt. Detta inkluderar arbetsrum, transporter i samband med eskortservice, vakthållning och finansiella tjänster, liksom olika slags marknadsföring eller teknikhjälp. Risken för att bli utsatt för våld och andra övergrepp/utnyttjanden från en sexköpare kan minska där sexarbetare kan dela arbetslokaler eller åtminstone arbeta med tätare kontakter sig emellan.
Endast en minoritet av sexarbetarna i Storbritannien samarbetar med eller arbetar under en hallick eller liknande kopplare (enligt undersökningar 2000 och 2019). Hallickar kan dock oftare vara inblandade i samband med gatuprostitution eller för yngre sexarbetare, och de kan utöva påtryckningar för att introducera en person till sexarbete eller kvarhålla någon i verksamheten. När en sexarbetare bidrar till att försörja en sambo anses risken vara mindre för påtryckningar eller övergrepp.
I EU har den inre marknadens tillväxt sedan starten 1993 gynnat resande för arbete till andra länder inom unionen. Den fria rörligheten av arbetskraften även medfört att arbetslösa kunnat tjäna pengar på prostitution/sexarbete i andra länder, och i stora delar av Västeuropa härrör de prostituerade från EU-länder som Rumänien och Bulgarien. 2009 bedömdes dessa båda länder stå för 12 respektive 7 procent av sexarbetarna i EU som helhet. Även Nigeria, Brasilien, Belarus och Thailand stod då för en ansenlig mängd sexarbetare i EU, ofta med assistans från personer som kan beskrivas som kopplare. Dessa arbetskraftsströmmar västerut har också setts som tecken på de stora ekonomiska och sociala klyftorna mellan olika EU-länder och ett direkt resultat av unionens utökning österut. En EU-rapport (författad av José Mendes Bota) som 2014 antogs som resolution av EU-parlamentet sa att 84 procent av offren för människohandel i Europa tvingades in i prostitution.
Det är också en gradskala mellan underlättande av arbetsmigration till olaglig människohandel för sexuella syften, bland annat baserat på den enskilda sexarbetarens arbetsvillkor och personliga egenmakt.

### Karaktär
Koppleri kan av samhället straffas olika, beroende på koppleriet skett hänsynslöst eller inte. I Sverige är straffet för koppleri fängelse i högst fyra år, men om det bedöms som grovt döms till fängelse i mellan två och tio år.

## Olika länder
Synen på koppleri växlar mellan olika jurisdiktioner. 

### Frankrike
I Frankrike är koppleri förbjudet sedan 1946. En studie har beräknat antalet prostituerade i landet till 20 000, varav cirka en tredjedel i Paris; 2020 hade denna siffra ökat till cirka 40 000. I en parlamentsrapport från 2011 bedömdes att de 90 procent av de gatuprostituerade var av utländsk härkomst och att fyra av fem sexarbetare i landet var offer för människohandel. Detta skiljde sig från situationen 20 år tidigare (före anslutningen av en mängd nya stater till EU:s inre marknad).

### Tyskland, Schweiz, Österrike
I Tyskland är flera former av koppleri tillåtna, men otillbörligt utnyttjande av en prostituerad är trots detta olagligt. I Schweiz är både prostitution och främjande av prostitution (så länge man inte bryter någon annan lag) tillåtet, och för prostituerade på schweiziska bordeller är det bordellägarens ansvar att sköta den obligatoriska registreringen av de prostituerade som arbetar där.
I Österrike skiljer sig lagen åt beroende på förbundsland. I en del förbundsländer förekommer lagliga bordeller.

### Nederländerna
Både prostitution och koppleri är lagligt i Nederländerna. Landets regering hade 2013 på agendan att försöka göra köp av sexuella tjänster från en person under 21 år olagligt, med syftet att bättre skydda unga människor.

### Storbritannien
Förespråkare för den svenska modellen kring prostitution hävdar ofta att majoriteten av prostituerade arbetar "under" en hallick. Undersökningar i Storbritannien 2000 och 2019 antydde dock att de flesta personer som kunde studeras då arbetade som fristående entreprenörer. Under året 1997 åtalades 188 personer i landet för koppleri.

### Sverige
I Sverige är koppleri ett brott. Det straffbeläggs i 6 kap. 12 § Brottsbalken. Brottet preciseras som ett uppsåtligt främjande eller otillbörligt ekonomiskt utnyttjande av en annan person som har tillfälliga sexuella förbindelser mot ersättning. Även den som medvetet tillhandahåller en lägenhet, i vetskapen om att där försiggår prostitution, begår brottet koppleri.
I normalfallet kan brottet koppleri i Sverige ge upp till fyra års fängelse. Vid grövre fall blir straffet fängelse i mellan två och tio år. Detta kan bli resultatet om verksamheten haft större omfattning, givit större inkomster eller om kopplaren varit hänsynslös i sitt utnyttjande av den prostituerade.
Koppleri regleras i Sverige som ett brott endast då det underlättar fysisk prostitution, det vill säga handlingar som motsvarar samlag eller liknande sexuellt umgänge. Främjande av striptease, webbkameramodellande (ibland omskrivet som virtuell prostitution) eller produktion/distribution av pornografi hanteras inte inom kopplerilagen, eftersom dessa handlingar enligt svensk lag inte jämställs med prostitution.